# Schletzenhausen
Schletzenhausen ist ein Ortsteil der Gemeinde Hosenfeld im osthessischen Landkreis Fulda.

## Geografie
Der Ort liegt im westlichen Rand im Landkreis Fulda und am östlichen Rand des Vogelsberges. Durch den Ort fließt die Jossa. Die Ortschaft liegt an der Landesstraße L 3141 zwischen Hainzell und Hosenfeld im Jossatal.
Aktuelle und historische Siedlungsplätze innerhalb der Gemarkung;
Quelle: Historisches Ortslexikon
- Hof Bomberg[3]
- Butterhof[4]
- Eselsmühle[5]
- Europahof[6]
- Forsthaus[7]
- Dorf Gersrod[8]
- Wüstung Gozesrode[9]
- Wüstung Kürhof[10]
- Ochsenmühle[11]
- Steffesmühle[12]
- Storchmühle[13]
- Tannenhof[14]

## Geschichte

### Ortsgeschichte
Das wohl spätestens im 10. Jahrhundert entstandene Dorf wird bekanntermaßen erstmals im Jahre 1270 erwähnt.
Abt Bertho II. von Leibolz geht 1270 mit dem Nonnenkloster Blankenau einen Tausch ein und überließ demselben unter anderem das Dorf Slezinhusen (Haus des Slezo), das zum Klosterhospital in Fulda gehörte. Dafür wurde ihm das Eigengut in Roßbach (Hünfeld), sowie die Stätte, an der dortselbst einst ein befestigtes Schloss (castrum) gestanden hatte, als Eigentum übertragen.
Die Laienschwester (conversa) Cunigunde aus dem Kloster Blankenau vermacht 1290 diesem unter anderem „zwei Solidi Fuldaere Denare“ aus ihrem Besitz in Slezenhusen für die Beleuchtung der Klosterkirche. Das Dorf, welches sich im Besitz derer von Lüder befand, hatte 1528 insgesamt 13 Zinspflichtige. 1543 wohnten in dem Dorf 25 Zinspflichtige. 1752 endete die Herrschaft derer von Lüder über das Dorf.
Zum 1. April 1953 wurde die Gemeinde Gersrod nach Schletzenhausen eingemeindet.
Hessische Gebietsreform (1970–1977)
Die bis dahin selbständigen Gemeinden Blankenau, Brandlos, Hainzell, Jossa, Pfaffenrod, Poppenrod und Schletzenhausen mit dem Weiler Gersrod gaben am 31. Dezember 1971 ihre Eigenständigkeit auf und wurden im Zuge der Gebietsreform in Hessen auf freiwilliger Basis in die Gemeinde Hosenfeld eingegliedert.
Für alle nach Hosenfeld eingegliederten Gemeinden und die Kerngemeinde wurde je ein Ortsbezirk gebildet.

### Verwaltungsgeschichte im Überblick
Die folgende Liste zeigt die Staaten und Verwaltungseinheiten, denen Schletzenhausen  angehört(e):
- vor 1803: Heiliges Römisches Reich, Hochstift Fulda, Propsteiamt Blankenau
- 1803–1806: Heiliges Römisches Reich, Fürstentum Nassau-Oranien-Fulda,[Anm. 2] Fürstentum Fulda, Amt Blankenau
- 1806–1810: Kaiserreich Frankreich,[Anm. 3] Fürstentum Fulda (Militärverwaltung)
- 1810–1813: Großherzogtum Frankfurt, Departement Fulda, Distrikt Großenlüder
- ab 1816: Kurfürstentum Hessen, Großherzogtum Fulda, Amt Großenlüder[20]
- ab 1821: Kurfürstentum Hessen, Provinz Fulda, Kreis Fulda[Anm. 4]
- ab 1848: Kurfürstentum Hessen, Bezirk Fulda
- ab 1851: Kurfürstentum Hessen, Provinz Fulda, Kreis Fulda
- ab 1867: Norddeutscher Bund,[Anm. 5] Königreich Preußen,[Anm. 6] Provinz Hessen-Nassau, Regierungsbezirk Kassel, Kreis Fulda
- ab 1871: Deutsches Reich,  Königreich Preußen, Provinz Hessen-Nassau, Regierungsbezirk Kassel, Kreis Fulda
- ab 1918: Deutsches Reich, Freistaat Preußen, Provinz Hessen-Nassau, Regierungsbezirk Kassel, Kreis Fulda
- ab 1944: Deutsches Reich, Freistaat Preußen, Provinz Kurhessen, Landkreis Fulda
- ab 1945: Deutsches Reich, Amerikanische Besatzungszone,[Anm. 7] Groß-Hessen, Regierungsbezirk Kassel, Landkreis Fulda
- ab 1946: Deutsches Reich, Amerikanische Besatzungszone, Hessen, Regierungsbezirk Kassel, Landkreis Fulda
- ab 1949: Bundesrepublik Deutschland, Hessen, Regierungsbezirk Kassel, Landkreis Fulda
- ab 1972: Bundesrepublik Deutschland, Hessen, Regierungsbezirk Kassel, Landkreis Fulda, Gemeinde Hosenfeld

## Bevölkerung

### Einwohnerentwicklung
| • 1812: | 39 Feuerstellen, 286 Seelen |

| Schletzenhausen: Einwohnerzahlen von 1812 bis 2020 | Schletzenhausen: Einwohnerzahlen von 1812 bis 2020 | Schletzenhausen: Einwohnerzahlen von 1812 bis 2020 | Schletzenhausen: Einwohnerzahlen von 1812 bis 2020 | Schletzenhausen: Einwohnerzahlen von 1812 bis 2020 |
| --- | -------------------------------------------------- | -------------------------------------------------- | -------------------------------------------------- | -------------------------------------------------- |
| Jahr |                                                    |                                                    |                                                    | Einwohner                                          |
| 1812 | 1812                                               |                                                    | 286                                                | 286                                                |
| 1834 | 1834                                               |                                                    | 367                                                | 367                                                |
| 1840 | 1840                                               |                                                    | 367                                                | 367                                                |
| 1846 | 1846                                               |                                                    | 365                                                | 365                                                |
| 1852 | 1852                                               |                                                    | 374                                                | 374                                                |
| 1858 | 1858                                               |                                                    | 396                                                | 396                                                |
| 1864 | 1864                                               |                                                    | 351                                                | 351                                                |
| 1871 | 1871                                               |                                                    | 354                                                | 354                                                |
| 1875 | 1875                                               |                                                    | 362                                                | 362                                                |
| 1885 | 1885                                               |                                                    | 359                                                | 359                                                |
| 1895 | 1895                                               |                                                    | 313                                                | 313                                                |
| 1905 | 1905                                               |                                                    | 335                                                | 335                                                |
| 1910 | 1910                                               |                                                    | 336                                                | 336                                                |
| 1925 | 1925                                               |                                                    | 335                                                | 335                                                |
| 1939 | 1939                                               |                                                    | 372                                                | 372                                                |
| 1946 | 1946                                               |                                                    | 476                                                | 476                                                |
| 1950 | 1950                                               |                                                    | 440                                                | 440                                                |
| 1956 | 1956                                               |                                                    | 370                                                | 370                                                |
| 1961 | 1961                                               |                                                    | 380                                                | 380                                                |
| 1967 | 1967                                               |                                                    | 404                                                | 404                                                |
| 1970 | 1970                                               |                                                    | 412                                                | 412                                                |
| 1979 | 1979                                               |                                                    | 408                                                | 408                                                |
| 1995 | 1995                                               |                                                    | 389                                                | 389                                                |
| 2011 | 2011                                               |                                                    | 372                                                | 372                                                |
| 2020 | 2020                                               |                                                    | 324                                                | 324                                                |
| Datenquelle: Historisches Gemeindeverzeichnis für Hessen: Die Bevölkerung der Gemeinden 1834 bis 1967. Wiesbaden: Hessisches Statistisches Landesamt, 1968. Weitere Quellen: LAGIS; Gemeinde Hosenfeld (HW+NW); Zensus 2011 |                                                    |                                                    |                                                    |                                                    |

### Einwohnerstruktur 2011
Nach den Erhebungen des Zensus 2011 lebten am Stichtag dem 9. Mai 2011 in Schletzenhausen 372 Einwohner. Darunter waren keine Ausländer.
Nach dem Lebensalter waren 60 Einwohner unter 18 Jahren, 147 zwischen 18 und 49, 75 zwischen 50 und 64 und 90 Einwohner waren älter.
Die Einwohner lebten in 150 Haushalten. Davon waren 36 Singlehaushalte, 48 Paare ohne Kinder und 51 Paare mit Kindern, sowie 15 Alleinerziehende und keine Wohngemeinschaften. In 45 Haushalten lebten ausschließlich Senioren und in 87 Haushaltungen lebten keine Senioren.

### Historische Religionszugehörigkeit
| • 1885: | ein evangelischer (= 0,34 %), 293 katholische (= 99,66 %) Einwohner |
| • 1961: | 12 evangelische (= 3,16 %), 368 katholische (= 96,84 %) Einwohner   |

## Religion

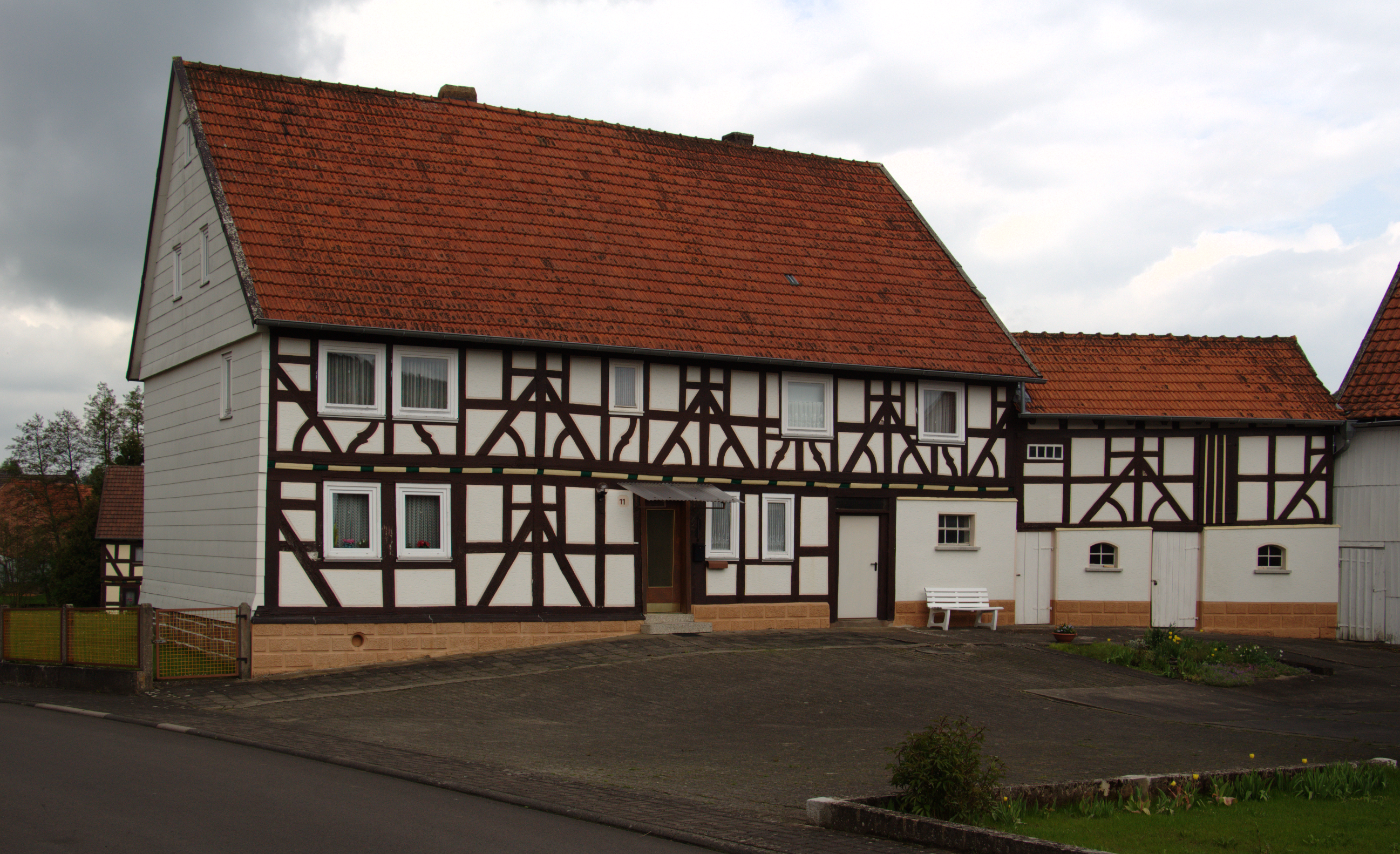
Fachwerkhaus in der Ortsmitte

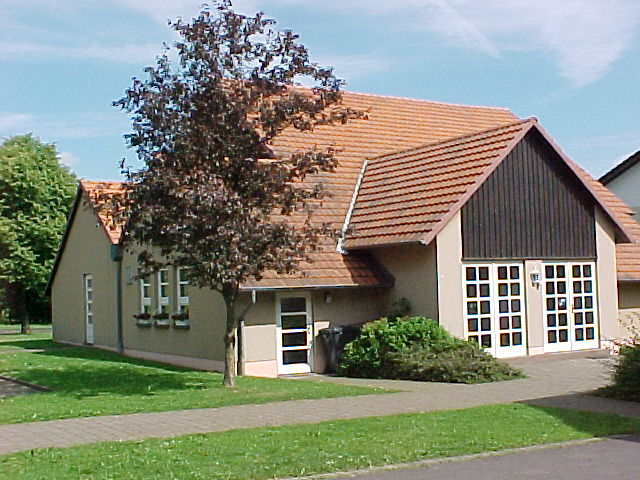
Das Bürgerhaus in der ehemaligen Dreschhalle

Schletzenhausen gehört zur katholischen Pfarrei St. Peter und St. Paul in Hosenfeld und hat eine Filialkirche, die Sankt Nikolaus geweiht ist. Die Filialkirche ist ein schlichter Sandsteinbau in einfacher neugotischer Form aus dem Jahre 1852. Der Baumeister war Architekt Heres aus Fulda.
Im Jahre 1972 wurde die Kirche nach Plänen des Architekten Waldemar Schneider aus Fulda modern erweitert. Das äußere Erscheinungsbild lässt an der Hauptfassade noch den alten Kirchenbau mit seinem Originalturm erkennen. Die Neubauteile fügen sich harmonisch abgesetzt in den gesamten Baukörper ein. Im vorspringenden Dachreiter der Fassade hängt ein Zweigeläut in den Schlagtönen f und as. Der Dachreiter trägt einen Spitzhelm.
Friedhof
Schletzenhausen besitzt auf dem gemeindlichen Friedhof eine Friedhofskapelle aus dem Jahre 1975.
Im Glockenträger hängt eine Glocke mit dem Schlagton c. Das alte Friedhofskreuz in der Wegeachse stammt aus dem Jahre 1930.

## Politik
Für den Ortsteil Schletzenhausen besteht ein Ortsbezirk (Gebiete der ehemaligen Gemeinden Schletzenhausen) mit Ortsbeirat und Ortsvorsteher nach der Hessischen Gemeindeordnung.
Der Ortsbeirat besteht aus fünf Mitgliedern. Bei den Kommunalwahlen in Hessen 2021 betrug die Wahlbeteiligung zum Ortsbeirat 67,34 %. Alle Kandidaten gehörten der Bürgerliste Schletzenhausen an.
Der Ortsbeirat wählte Hermann Dente zum Ortsvorsteher.

## Kultur und Infrastruktur
Das neu errichtete Bürgerhaus in der ehemaligen Dreschhalle des Dorfes steht neben dem Feuerwehrhaus und bildet den Dorfmittelpunkt.